# Курт Ланге (підводник)
Курт Ланге (нім. Kurt Lange; 12 серпня 1903, Магдебург — 14 листопада 1960, Ведель) — німецький офіцер-підволдник, капітан-лейтенант крігсмаріне.

## Біографія
1 березня 1922 року вступив на флот. З вересня 1939 по вересень 1941 року — командир корабля 9-ї флотилії форпостенботів, після чого пройшов курси підводника і командира підводного човна. З 14 жовтня 1942 року — командир підводного човна U-530, на якому здійснив 6 походів (разом 369 днів у морі). В січні-травні 1945 року — референт з питань моряків в AGRU-фронті і комендант порту Гели. 8 травня взятий в полон британськими військами. 25 липня 1945 року звільнений.
Всього за час бойових дій потопив 2 кораблі загальною водотоннажністю 12 063 тонни і пошкодив 1 корабель водотоннажністю 10 195 тонн.
| Дата           | Назва корабля             | Тип               | Тоннаж | Вантаж                                              | Екіпаж | Загинули | Країна | Конвой |
| -------------- | ------------------------- | ----------------- | ------ | --------------------------------------------------- | ------ | -------- | ------ | ------ |
| 9 березня 1943 | Milos                     | Торговий пароплав | 3,058  | Генеральні вантажі, включаючи сталь і пиломатеріали | 30     | 30       | Швеція | SC 121 |
| 5 квітня 1943  | Sunoil                    | Тепловий танкер   | 9,005  | 102 000 барелів мазуту ВМС                          | 69     | 69       | США    | HX 231 |
| 26 грудня 1943 | Chapultepec (пошкоджений) | Турбінний танкер  | 10,195 | 101 176 барелів мазуту                              | 81     | 0        | США    |        |

## Звання
- Рекрут (1 березня 1922)
- Оберштурман (1 листопада 1936)
- Лейтенант-цур-зее резерву (19 грудня 1936)
- Оберлейтенант-цур-зее резерву (1 лютого 1940)
- Капітан-лейтенант (1 лютого 1942)

## Нагороди
- Медаль «За вислугу років у Вермахті» 4-го і 3-го класу (12 років)
- Залізний хрест
  - 2-го класу (5 грудня 1939)
  - 1-го класу (17 липня 1940)
- Нагрудний знак підводника
- Німецький хрест в золоті (11 жовтня 1944)